# Shota Saito (fotbollsspelare född 1994)
Shota Saito (齋藤 翔太 Saito Shota?), född 15 juni 1994 i Tokyo prefektur, är en japansk fotbollsspelare.
Saito började sin karriär 2013 i FC Machida Zelvia. 2015 flyttade han till Azul Claro Numazu. Han avslutade karriären 2015.